# Бретаницкий, Леонид Семёнович
Леонид Семёнович Бретаницкий (23 июля 1914, Одесса — 27 июня 1979) — советский искусствовед, исследователь архитектуры и искусства Ближнего и Среднего Востока, старший научный сотрудник Института архитектуры и искусства Академии наук Азербайджанской ССР, доктор искусствоведения. Считается одним из видных представителей советского искусствознания.

## Биография
Леонид Бретаницкий родился 23 июля 1914 года в Одессе в семье музыканта, скрипача Семёна Бретаницкого, который позже был профессором Бакинской консерватории. В 1938 году Бретаницкий окончил архитектурный факультет Азербайджанского государственного политехнического института.
Архитектурные памятники Азербайджана пробудили в юном Бретаницком интерес к архитектуре Востока, благодаря чему Леонид Семёнович поступил в аспирантуру Института живописи, скульптуры и архитектуры в Ленинграде, где учился под руководством профессора Николая Бакланова. В этот период Бретаницкий сотрудничал с Отделом Востока Государственного Эрмитажа. Именно в этот период сформировались его научные взгляды.
В первые годы после войны Бретаницкий опубликовал ряд научных работ про такие сооружения, как найденные на дне Бакинской бухты укрепления и Карабагларские мавзолеи. Также Бретаницкий изучал архитектурные памятники Средней Азии, принимал участие в работах Таджикской археологической экспедиции. В 1949 году Бретаницкий впервые стал выделять архитектурные школы в зодчестве отдельных стран Востока.
С 1951 года Леонид Бретаницкий руководил лабораторией научных проблем реставрации памятников азербайджанского зодчества в Институте архитектуры и искусства Академии наук Азербайджанской ССР.
Леонид Семёнович Бретаницкий скончался 27 июня 1979 года.

## Семья
- Супруга — Людмила Карагичева-Бретаницкая[4], музыковед и педагог, Заслуженный деятель искусств Азербайджанской ССР.
  - Дочь — Алла Бретаницкая — музыковед и критик[4].

## Некоторые работы
- Архитектура средневекового Азербайджана в специальных работах советских ученых. — Известия Академии наук Азербайджанской ССР, 1950, № 10.
- Архитектурные школы средневекового Азербайджана (XII—XV вв.). — Искусство Азербайджана, т. II.
- Дворец шекинских ханов. — ААО.
- Значение трудов русских ученых XIX века в изучении азербайджанского зодчества. — Известия Академии наук Азербайджанской ССР, 1951. № 9.
- Выдающийся памятник зодчества Средней Азии (рецензия). — «Советская архитектура», т. IV. — М., 1953.
- Архитектурные школы и проблемы стиля в зодчестве средневекового Азербайджана (XII—XV вв.) — В кн.: Исследования по истории культуры народов Востока. — М.-Л. 1960.
- Архитектурные школы средневекового Азербайджана и проблема стиля в зодчестве стран Переднего Востока. — М. 1960.
- Зодчество Азербайджана XII—XV вв. и его место в архитектуре Переднего Востока. — Л., 1961.
- Баку: Архитектурно-художественные памятники. — Л.; М.: Искусство, 1965.
- Художественное наследие Переднего Востока эпохи феодализма. — М., 1988.